# العقوم الهابطي (القطن)
'

تعديل مصدري - تعديل

العقوم الهابطي هي إحدى قرى عزلة وادي سر بمديرية القطن التابعة لمحافظة حضرموت، بلغ تعداد سكانها 8 نسمة حسب تعداد اليمن لعام 2004.